# FA Cup 1927/28

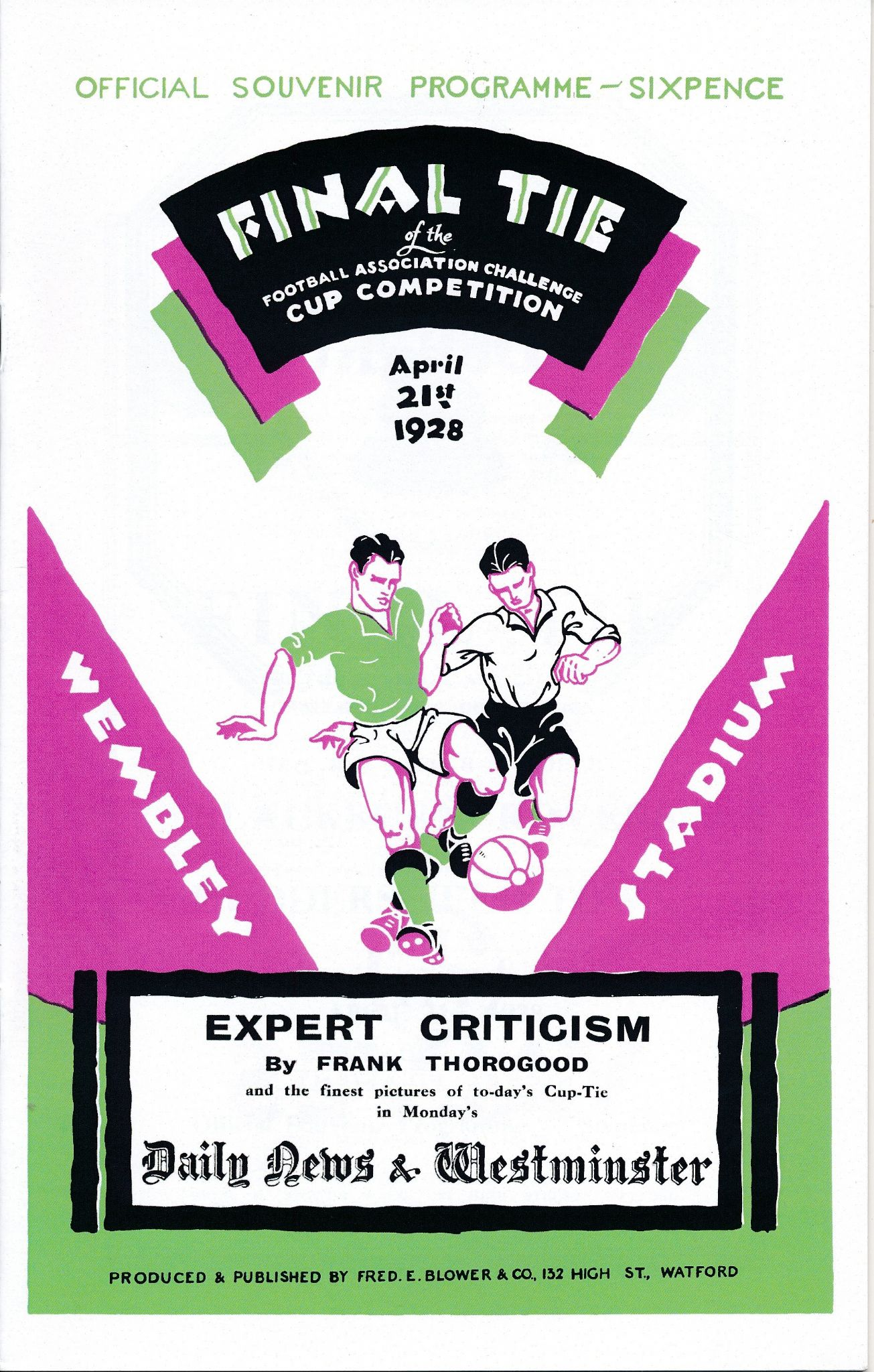
Das Spielprogramm des FA-Cup-Finals von 1928.

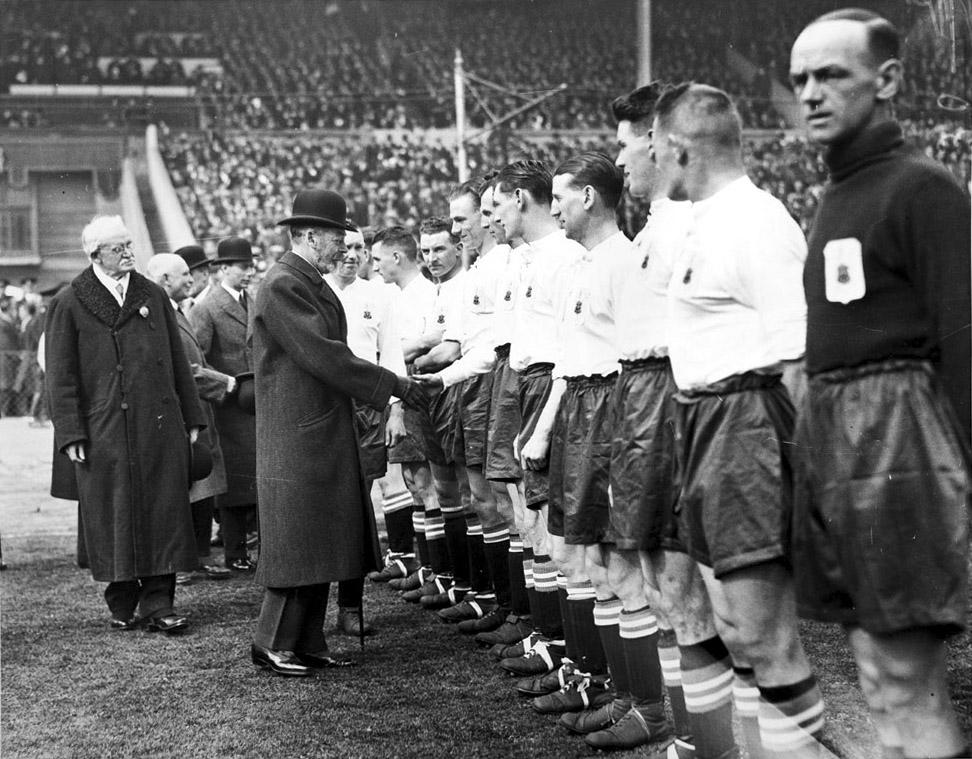
Georg V. bei der Begrüßung der Spieler von Huddersfield Town.

Der FA Cup 1927/28 war die 53. Austragung des The Football Association Challenge Cup (meist als FA Cup bekannt).
Der Pokalwettbewerb startete mit der Qualifikation zwischen dem 3. September 1927 und dem 21. November 1927. Die Hauptrunde begann anschließend ab dem 26. November 1927 und endete mit dem Finale in Wembley in London am 21. April 1928 vor einer Kulisse von offiziell 92.041 Zuschauern. Sieger des Wettbewerbs wurden zum sechsten Mal die Blackburn Rovers. Unterlegener Finalist war Huddersfield Town.

## Wettbewerb

### Erste Hauptrunde
| Datum             |                      | Ergebnis |                               |
| ----------------- | -------------------- | -------- | ----------------------------- |
| 26. November 1927 | Accrington Stanley   | 2:5      | Lincoln City                  |
| 26. November 1927 | Bath City            | 2:0      | FC Southall                   |
| 26. November 1927 | Bradford City        | 6:0      | AFC Workington                |
| 26. November 1927 | Bristol Rovers       | 4:2      | FC Walsall                    |
| 26. November 1927 | Carlisle United      | 2:1      | Doncaster Rovers              |
| 26. November 1927 | Coventry City        | 2:2      | AFC Bournemouth               |
| 26. November 1927 | Crewe Alexandra      | 2:2      | AFC Ashington                 |
| 26. November 1927 | FC Darlington        | 4:1      | FC Chesterfield               |
| 26. November 1927 | FC Dartford          | 1:3      | Crystal Palace                |
| 26. November 1927 | Denaby United        | 2:3      | FC Southport                  |
| 26. November 1927 | Durham City          | 1:1      | AFC Wrexham                   |
| 26. November 1927 | Exeter City          | 9:1      | Aberdare Athletic             |
| 26. November 1927 | Halifax Town         | 3:0      | Hartlepools United            |
| 26. November 1927 | Gainsborough Trinity | 6:0      | FC Stockton                   |
| 26. November 1927 | FC Gillingham        | 2:1      | Plymouth Argyle               |
| 26. November 1927 | FC Ilford            | 4:0      | Dulwich Hamlet                |
| 26. November 1927 | Kettering Town       | 2:0      | FC Chatham                    |
| 26. November 1927 | Merthyr Town         | 0:0      | Charlton Athletic             |
| 26. November 1927 | FC Nelson            | 0:3      | Bradford Park Avenue          |
| 26. November 1927 | AFC Newport County   | 0:1      | Swindon Town                  |
| 26. November 1927 | Northampton Town     | 8:0      | FC Leyton                     |
| 26. November 1927 | Northfleet United    | 0:1      | London Caledonians            |
| 26. November 1927 | FC Poole             | 1:1      | Norwich City                  |
| 26. November 1927 | Rhyl Athletic        | 4:3      | Wigan Borough                 |
| 26. November 1927 | AFC Rochdale         | 8:2      | Crook Town                    |
| 26. November 1927 | AFC Shildon          | 1:3      | AFC New Brighton              |
| 26. November 1927 | FC Shirebrook        | 1:3      | Tranmere Rovers               |
| 26. November 1927 | Southend United      | 1:0      | AFC Wellington                |
| 26. November 1927 | Spennymoor United    | 1:1      | Rotherham United              |
| 26. November 1927 | Stockport County     | 5:2      | Oswestry Town                 |
| 30. November 1927 | FC Aldershot         | 2:1      | Queens Park Rangers           |
| 30. November 1927 | Botwell Mission      | 3:4      | Peterborough & Fletton United |
| 30. November 1927 | Luton Town           | 9:0      | FC Clapton                    |
| 30. November 1927 | FC Watford           | 1:2      | Brighton & Hove Albion        |

#### Wiederholungsspiele
| Datum             |                   | Ergebnis |                   |
| ----------------- | ----------------- | -------- | ----------------- |
| 30. November 1927 | AFC Bournemouth   | 2:0      | Coventry City     |
| 30. November 1927 | AFC Ashington     | 0:2      | Crewe Alexandra   |
| 30. November 1927 | Charlton Athletic | 2:1      | Merthyr Town      |
| 30. November 1927 | AFC Wrexham       | 4:0      | Durham City       |
| 1. Dezember 1927  | Norwich City      | 5:0      | FC Poole          |
| 1. Dezember 1927  | Rotherham United  | 4:2      | Spennymoor United |

### Zweite Hauptrunde
| Datum             |                               | Ergebnis |                        |
| ----------------- | ----------------------------- | -------- | ---------------------- |
| 10. Dezember 1927 | AFC Bournemouth               | 6:1      | Bristol Rovers         |
| 10. Dezember 1927 | Bradford City                 | 2:3      | Rotherham United       |
| 10. Dezember 1927 | Bradford Park Avenue          | 0:2      | FC Southport           |
| 10. Dezember 1927 | Charlton Athletic             | 1:1      | Kettering Town         |
| 10. Dezember 1927 | Crewe Alexandra               | 2:0      | Stockport County       |
| 10. Dezember 1927 | FC Darlington                 | 2:1      | AFC Rochdale           |
| 10. Dezember 1927 | Exeter City                   | 5:3      | FC Ilford              |
| 10. Dezember 1927 | Gainsborough Trinity          | 0:2      | Lincoln City           |
| 10. Dezember 1927 | FC Gillingham                 | 2:0      | Southend United        |
| 10. Dezember 1927 | London Caledonians            | 1:0      | Bath City              |
| 10. Dezember 1927 | Luton Town                    | 6:0      | Norwich City           |
| 10. Dezember 1927 | AFC New Brighton              | 7:2      | Rhyl Athletic          |
| 10. Dezember 1927 | Northampton Town              | 1:0      | Brighton & Hove Albion |
| 10. Dezember 1927 | Peterborough & Fletton United | 2:1      | FC Aldershot           |
| 10. Dezember 1927 | Swindon Town                  | 0:0      | Crystal Palace         |
| 10. Dezember 1927 | Tranmere Rovers               | 3:1      | Halifax Town           |
| 10. Dezember 1927 | AFC Wrexham                   | 1:0      | Carlisle United        |

#### Wiederholungsspiele
| Datum             |                | Ergebnis |                   |
| ----------------- | -------------- | -------- | ----------------- |
| 14. Dezember 1927 | Crystal Palace | 1:2      | Swindon Town      |
| 15. Dezember 1927 | Kettering Town | 1:2      | Charlton Athletic |

### Dritte Hauptrunde
Folgende Klubs traten erst zur dritten Hauptrunde in den Wettbewerb ein:
- Erstligisten der Football League (22): FC Arsenal, Aston Villa, Birmingham City, Blackburn Rovers, Bolton Wanderers, FC Burnley, FC Bury, Cardiff City, Derby County, FC Everton, Huddersfield Town, Leicester City, FC Liverpool, Manchester United, FC Middlesbrough, Newcastle United, FC Portsmouth, Sheffield United, AFC Sunderland, The Wednesday, Tottenham Hotspur & West Ham United.
- Zweitligisten der Football League (22): FC Barnsley, FC Blackpool, Bristol City, FC Chelsea, Clapton Orient, FC Fulham, Grimsby Town, Hull City, Leeds United, Manchester City, Nottingham Forest, Notts County, Oldham Athletic, Port Vale, Preston North End, FC Reading, FC Southampton, FC South Shields, Stoke City, Swansea Town, West Bromwich Albion & Wolverhampton Wanderers.
- Drittligisten der Football League (2): FC Brentford & FC Millwall
- Non-League-Vereine (1): Corinthian FC

| Datum           |                         | Ergebnis |                               |
| --------------- | ----------------------- | -------- | ----------------------------- |
| 14. Januar 1928 | FC Arsenal              | 2:0      | West Bromwich Albion          |
| 14. Januar 1928 | Birmingham City         | 4:3      | Peterborough & Fletton United |
| 14. Januar 1928 | Blackburn Rovers        | 4:1      | Newcastle United              |
| 14. Januar 1928 | FC Blackpool            | 1:4      | Oldham Athletic               |
| 14. Januar 1928 | Bolton Wanderers        | 2:1      | Luton Town                    |
| 14. Januar 1928 | Bristol City            | 1:2      | Tottenham Hotspur             |
| 14. Januar 1928 | FC Burnley              | 0:2      | Aston Villa                   |
| 14. Januar 1928 | Cardiff City            | 2:1      | FC Southampton                |
| 14. Januar 1928 | Charlton Athletic       | 1:1      | FC Bury                       |
| 14. Januar 1928 | Huddersfield Town       | 4:2      | Lincoln City                  |
| 14. Januar 1928 | Hull City               | 0:1      | Leicester City                |
| 14. Januar 1928 | FC Liverpool            | 1:0      | FC Darlington                 |
| 14. Januar 1928 | London Caledonians      | 2:3      | Crewe Alexandra               |
| 14. Januar 1928 | Manchester City         | 1:0      | Leeds United                  |
| 14. Januar 1928 | Manchester United       | 7:1      | FC Brentford                  |
| 14. Januar 1928 | FC Middlesbrough        | 3:0      | FC South Shields              |
| 14. Januar 1928 | FC Millwall             | 1:2      | Derby County                  |
| 14. Januar 1928 | AFC New Brighton        | 2:1      | Corinthian FC                 |
| 14. Januar 1928 | Nottingham Forest       | 1:0      | Tranmere Rovers               |
| 14. Januar 1928 | Notts County            | 2:3      | Sheffield United              |
| 14. Januar 1928 | Port Vale               | 3:0      | FC Barnsley                   |
| 14. Januar 1928 | FC Portsmouth           | 0:2      | West Ham United               |
| 14. Januar 1928 | Preston North End       | 0:3      | FC Everton                    |
| 14. Januar 1928 | FC Reading              | 4:0      | Grimsby Town                  |
| 14. Januar 1928 | Rotherham United        | 3:3      | Exeter City                   |
| 14. Januar 1928 | The Wednesday           | 3:0      | AFC Bournemouth               |
| 14. Januar 1928 | FC Southport            | 3:0      | FC Fulham                     |
| 14. Januar 1928 | Stoke City              | 6:1      | FC Gillingham                 |
| 14. Januar 1928 | AFC Sunderland          | 3:3      | Northampton Town              |
| 14. Januar 1928 | Swindon Town            | 2:1      | Clapton Orient                |
| 14. Januar 1928 | Wolverhampton Wanderers | 2:1      | FC Chelsea                    |
| 14. Januar 1928 | AFC Wrexham             | 2:1      | Swansea Town                  |

#### Wiederholungsspiele
| Datum           |                  | Ergebnis |                   |
| --------------- | ---------------- | -------- | ----------------- |
| 18. Januar 1928 | FC Bury          | 4:3      | Charlton Athletic |
| 18. Januar 1928 | Exeter City      | 3:1      | Rotherham United  |
| 19. Januar 1928 | Northampton Town | 0:3      | AFC Sunderland    |

### Vierte Hauptrunde
| Datum           |                   | Ergebnis |                         |
| --------------- | ----------------- | -------- | ----------------------- |
| 28. Januar 1928 | FC Arsenal        | 4:3      | FC Everton              |
| 28. Januar 1928 | Aston Villa       | 3:0      | Crewe Alexandra         |
| 28. Januar 1928 | FC Bury           | 1:1      | Manchester United       |
| 28. Januar 1928 | Cardiff City      | 2:1      | FC Liverpool            |
| 28. Januar 1928 | Derby County      | 0:0      | Nottingham Forest       |
| 28. Januar 1928 | Exeter City       | 2:2      | Blackburn Rovers        |
| 28. Januar 1928 | Huddersfield Town | 2:1      | West Ham United         |
| 28. Januar 1928 | Port Vale         | 3:0      | AFC New Brighton        |
| 28. Januar 1928 | FC Reading        | 0:1      | Leicester City          |
| 28. Januar 1928 | Sheffield United  | 3:1      | Wolverhampton Wanderers |
| 28. Januar 1928 | FC Southport      | 0:3      | FC Middlesbrough        |
| 28. Januar 1928 | Stoke City        | 4:2      | Bolton Wanderers        |
| 28. Januar 1928 | AFC Sunderland    | 1:2      | Manchester City         |
| 28. Januar 1928 | Swindon Town      | 1:2      | The Wednesday           |
| 28. Januar 1928 | Tottenham Hotspur | 3:0      | Oldham Athletic         |
| 28. Januar 1928 | AFC Wrexham       | 1:3      | Birmingham City         |

#### Wiederholungsspiele
| Datum           |                   | Ergebnis |              |
| --------------- | ----------------- | -------- | ------------ |
| 1. Februar 1928 | Manchester United | 1:0      | FC Bury      |
| 1. Februar 1928 | Nottingham Forest | 2:0      | Derby County |
| 2. Februar 1928 | Blackburn Rovers  | 3:1      | Exeter City  |

### Fünfte Hauptrunde
| Datum            |                   | Ergebnis |                   |
| ---------------- | ----------------- | -------- | ----------------- |
| 18. Februar 1928 | FC Arsenal        | 4:1      | Aston Villa       |
| 18. Februar 1928 | Blackburn Rovers  | 2:1      | Port Vale         |
| 18. Februar 1928 | Huddersfield Town | 4:0      | FC Middlesbrough  |
| 18. Februar 1928 | Leicester City    | 0:3      | Tottenham Hotspur |
| 18. Februar 1928 | Manchester City   | 0:1      | Stoke City        |
| 18. Februar 1928 | Manchester United | 1:0      | Birmingham City   |
| 18. Februar 1928 | Nottingham Forest | 2:1      | Cardiff City      |
| 18. Februar 1928 | The Wednesday     | 1:1      | Sheffield United  |

#### Wiederholungsspiel
| Datum            |                  | Ergebnis |               |
| ---------------- | ---------------- | -------- | ------------- |
| 22. Februar 1928 | Sheffield United | 4:1      | The Wednesday |

### Sechste Hauptrunde
| Datum        |                   | Ergebnis |                   |
| ------------ | ----------------- | -------- | ----------------- |
| 3. März 1928 | FC Arsenal        | 4:1      | Stoke City        |
| 3. März 1928 | Blackburn Rovers  | 2:0      | Manchester United |
| 3. März 1928 | Huddersfield Town | 6:1      | Tottenham Hotspur |
| 3. März 1928 | Sheffield United  | 3:0      | Nottingham Forest |

#### Halbfinale
Die ersten beiden Spiele wurden am 24. März 1928 und die Wiederholungsspiele am 26. März 1928 und am 2. April 1928 ausgetragen.
|                   | Ergebnis |                  | Ort        |
| ----------------- | -------- | ---------------- | ---------- |
| Blackburn Rovers  | 1:0      | FC Arsenal       | Leicester  |
| Huddersfield Town | 2:2      | Sheffield United | Manchester |

#### Wiederholungsspiele
|                   | Ergebnis |                  | Ort        |
| ----------------- | -------- | ---------------- | ---------- |
| Huddersfield Town | 0:0      | Sheffield United | Liverpool  |
| Huddersfield Town | 1:0      | Sheffield United | Manchester |

### Finale
| Blackburn Rovers                            | Blackburn Rovers | Huddersfield Town | Huddersfield Town |
| ------------------------------------------- | --- | --- | ----------------- |
| Blackburn Rovers                            | \| Finale \| \| Samstag, 21. April 1928 in London (Wembley) \| \| Ergebnis: 3:1 (2:0) \| \| Zuschauer: 92.041 \| \| Schiedsrichter: T.G. Bryan \| \| Spielbericht \|                               | \| Finale \| \| Samstag, 21. April 1928 in London (Wembley) \| \| Ergebnis: 3:1 (2:0) \| \| Zuschauer: 92.041 \| \| Schiedsrichter: T.G. Bryan \| \| Spielbericht \|            | Huddersfield Town |
| Blackburn Rovers                            | Jock Crawford – Jock Hutton, Herbert Jones – Harry Healless, Willie Rankin, Austen Campbell – George Thornewell, Syd Puddefoot, Jack Roscamp, Tommy McLean, Arthur Rigby Cheftrainer: Bob Crompton | Billy Mercer – Roy Goodall, Ned Barkas – Levi Redfern, Tom Wilson, David Steele – Alex Jackson, Bob Kelly, George Brown, Clem Stephenson, Billy Smith Cheftrainer: Jack Chaplin | Huddersfield Town |
| Blackburn Rovers                            | 1:0 Jack Roscamp (1.) 2:0 Tommy McLean (22.) 3:1 Jack Roscamp (85.) | 2:1 Alex Jackson (55.) | Huddersfield Town |
| Finale                                      | | |                   |
| Samstag, 21. April 1928 in London (Wembley) | | |                   |
| Ergebnis: 3:1 (2:0)                         | | |                   |
| Zuschauer: 92.041                           | | |                   |
| Schiedsrichter: T.G. Bryan                  | | |                   |
| Spielbericht                                | | |                   |